# 布尔日站
布尔日站是法国的一个铁路车站，位于法國中部城市，谢尔省省会布尔日。

## 地理位置
布尔日站位于维耶尔宗－桑凯兹铁路232,784公里处，同时也是布尔日－米耶兹铁路的起点。站址位于布尔日市区北部。车站呈东西走向，开口朝南。车站东侧有一人行天桥可连接车站南北两侧和各个站台。

## 站台设置
| 北↑ |             |                      |  |
|     |             | 存车线               |  |
|     |             | 存车线               |  |
|     | 岛式        |                      |  |
| 4道 |             | 讷韦尔方向→          |  |
| 1道 |             | ←维耶尔宗/蒙吕松方向 |  |
|     | 岛式        |                      |  |
| 2道 |             | 讷韦尔方向→          |  |
| 4道 |             | ←维耶尔宗/蒙吕松方向 |  |
|     | 侧式 主站房 |                      |  |
| 南↓ |             |                      |  |

## 停靠线路
以下列车线路停靠布尔日站：
| 布尔日站列车线路表         |                         |                         |                  |              |
| 线路                       | 车种                    | 上一站                  | 下一站           | 大致运行频率 |
| 巴黎—布尔日                | Intercités              | 维耶尔宗                | （终点）         | 每天3趟左右  |
| 南特—里昂                  | Intercités              | 维耶尔宗                | 讷韦尔           | 每天2趟      |
| 图尔—里昂                  | TER Centre-Val-de-Loire | 维耶尔宗                | 讷韦尔           | 每天1趟      |
| 图尔—讷韦尔                | TER Centre-Val-de-Loire | 维耶尔宗                | 阿沃尔/讷韦尔    | 每天4趟左右  |
| 图尔—布尔日                | TER Centre-Val-de-Loire | 维耶尔宗                | （终点）         | 每天2趟左右  |
| 奥尔良—布尔日              | TER Centre-Val-de-Loire | 耶夫尔河畔默安          | （终点）         | 每天3趟左右  |
| 奥尔良—讷韦尔              | TER Centre-Val-de-Loire | 耶夫尔河畔默安/马尔马涅 | 圣日耳曼迪皮     | 每天2趟左右  |
| 维耶尔宗—布尔日            | TER Centre-Val-de-Loire | 马尔马涅                | （终点）         | 每天5趟左右  |
| 布尔日—讷韦尔              | TER Centre-Val-de-Loire | （起点）                | 圣日耳曼迪皮     | 每天3趟左右  |
| 布尔日—圣阿芒蒙特龙/蒙吕松 | TER Centre-Val-de-Loire | （起点）                | 谢尔河畔圣弗洛朗 | 每天3趟左右  |
| 1.                         |                         |                         |                  |              |

## 配套交通

### 长途城际客运
布尔日市区设有专门的布尔日汽车站（Gare Routière de Bourges），因此只有少量客运线路停靠在布尔日站门口。
| 停靠布尔日的大巴车  |                                   | |
| 上下车地点          | 运营单位                          | 主要目的地 |
| " （公交车站B站台） | 中央-卢瓦尔河谷 大区城际客运 Rémi | -150- 利赛洛希 · 勒韦 · 布吕埃尔阿利尚 · 圣阿芒蒙特龙 · 布宰 · 沙托梅扬 |
| " （公交车站C站台） | 中央-卢瓦尔河谷 大区城际客运 Rémi | -100- 菲西 · 穆隆河畔圣乔治 · 圣帕莱 · 昂吉永的小教堂 · 内尔河畔欧比尼 · 索德尔河畔阿尔让 -105- 莱艾克斯下维纽 · 默讷图萨隆 -110- 莱艾克斯当吉永 · 桑塞尔 · 圣萨蒂 -120- 沙朗托奈 · 卢瓦尔河畔拉沙里泰 -160- 利尼耶尔 · 屈朗 -185- 耶夫尔河畔默安 · 阿卢伊 · 巴朗容河畔维纽 · 维耶尔宗 -V- 谢尔河畔圣弗洛朗 · 沙罗 · 伊苏丹 · 讷维帕于 · 沙托鲁 |
| " （公交车站D站台） | 中央-卢瓦尔河谷 大区城际客运 Rémi | -145- 欧龙河畔丹 · 比西 · 桑宽 |
| " （车站附近）      | SNCF                              | （当某条铁路线施工或罢工时，SNCF可能会提供途径该线路沿途站点的大巴车） |
| 1. 2. 3. 4.         |                                   | |

此外，布尔日市区内还设有开放式的布尔日汽车站，从布尔日站步行大约15分钟即可到达。该站停靠多条省内线路及国内长途客运巴士。

### 市内交通
| 布尔日站附近的市内公共交通线路 |              | |
| 公交车站名称                   | 位置         | 停靠线路 |
| 火车站                         | 布尔日站门口 | .A. 布尔日-富隆讷 ↔ 布尔日-拉罗泰 .B. 布尔日-富隆讷 ↔ 布尔日-医院 .C. 圣杜沙尔-勒布里乌 ↔ 布尔日-医院 -3- 布尔日旁阿涅尔-大植 ↔ 布尔日-帘心 -4- 布尔日-机场 ↔ 布尔日-金字塔 |
| 1. 2.                          |              | |

## 临近车站
| 布尔日站（Gare de Bourges） |                      |                             |
| 上行车站                    | 线路                 | 下行车站                    |
| 马尔马涅站 8.8km ←          | 维耶尔宗－桑凯兹铁路 | 圣日耳曼迪皮站 → 6.9km      |
| （起点）                    | 布尔日－米耶兹铁路   | 谢尔河畔圣弗洛朗站 → 20.7km |